# 克列斯托夫島
克列斯托夫島是俄羅斯的島嶼，位於東西伯利亞海，距離科雷馬河口約130公里，屬於熊島群島的一部分，由薩哈共和國負責管轄，長16公里、寬1.5至9公里，最高點海拔高度273米。